# 柳家小せん (5代目)
五代目 柳家 小せん（やなぎや こせん、1974年6月28日 - ）は、神奈川県横浜市戸塚区出身の落語家。本名∶河野 重信。出囃子は『せり』。

## 経歴
明治学院大学国際学部国際学科卒業。
1997年4月に鈴々舎馬桜に入門、 わか馬を名乗る。 三遊亭歌ご、五街道のぼり、桂南坊と共に楽屋入り。
2000年6月、二ツ目昇進。2002年に第13回北とぴあ若手落語家競演会 北とぴあ大賞受賞。2006年1月に十代目鈴々舎馬風門下に移籍。
2010年9月に入船亭扇里、林家きく麿、三遊亭鬼丸、三代目蜃気楼龍玉と共に真打昇進し、「五代目柳家小せん」を襲名。

## 芸歴
- 1997年
  - 2月 - 鈴々舎馬桜に入門。
  - 4月 - 前座となる、前座名「わか馬」。
- 2000年6月 - 二ツ目昇進。
- 2006年1月 - 十代目鈴々舎馬風門下に移籍。
- 2010年9月 - 真打昇進、「五代目柳家小せん」を襲名。

## 逸話
馬桜に弟子入りし楽屋入りする当日、馬桜は師匠の馬風より赤飯を炊いた旨の連絡を受けていたが、それを忘れてしまいそのまま寄席に行ってしまった。これに馬風は激怒し馬桜を破門にしてしまった。小せん（わか馬）は楽屋入り当日に師匠が大師匠に破門になったということになる。その後馬桜の破門は解かれた。
三代目橘家文蔵、入船亭扇辰と音楽ユニット「三K辰文舎（さんけーしんぶんしゃ）」を結成、小せんはギター・ボーカルを担当。落語会や落語協会のイベントなどで演奏を披露している。ユニット名は、三人とも本名の名字のイニシャルがK（河野・込山・川越）で始まることと、入船亭扇「辰」、橘家「文」左衛門（当時）、鈴々「舎」わか馬（当時）の1字ずつを取って命名した。

## 演目

### 古典
- 青菜
- 井戸の茶碗
- 御神酒徳利
- お見立て
- 景清
- 蒟蒻問答
- 盃の殿様
- 三方一両損
- 崇徳院
- たがや
- 茄子娘
- 猫の災難
- ねずみ
- 寝床
- 花見の仇討
- 味噌蔵
- 妾馬

### 新作
- ガーコン（作：川柳川柳）
- コブシーランド
- 百目の火（擬古典）

## 出演・ソフト

### CD
- 親子できこう 子ども落語集　めぐろのさんま・牛ほめ（日本コロムビア、2012年1月）COCJ-37186-7 - 「牛ほめ」収録

### ラジオ
- グレープのもう魔酔わない！（TOKAI RADIO、2025年7月7日・14日）- ゲスト（柳家一琴と）

## 出囃子
1. スーダラ節（1997年 - 2010年）
2. せり（2010年 - ）

## 弟子

### 二ツ目
- 柳家あお馬

### 前座
- 柳家ひろ馬
- 柳家小じか